# Залізнична колонія
Залізнична колонія — історична місцевість, селище Південно-Західної залізниці, місцевість у Солом'янському районі міста Києва. Розташована вздовж вулиць Січеславська, Георгія Кірпи, Брюллова, Івана Огієнка, Архітектора Кобелєва та Стадіонної.

## Історія виникнення
Виникла у 1860-70-ті роки як поселення залізничників поблизу новозбудованого залізничного вокзалу та залізничних майстерень. Забудовувалася переважно 1-2-поверховими будинками для робітників. Ймовірно, увійшла до меж Києва разом із сусідньою Солом'янкою.
У 1980-ті роки частину старої забудови знесено, однак більшість вулиць зі старою громадською та житловою забудовою збереглися. Вигляд місцевості частково дає змогу уявити вигляд робітничих поселень та передмість кінця XIX — початку XX століття.
2001 року на території колишньої Залізничної колонії збудовано новий Південний вокзал, що сполучається переходом із Центральним вокзалом (ідея будівництва вперше висловлена 1903 року), на площі перед вокзалом зведено церкву Великомученика Георгія Побєдоносця (2001).

## Будівлі, що мають історичну або архітектурну цінність
- вул. Архітектора Кобелєва, 1/5 (колишній притулок, нині Київське вище професійне училище залізничного транспорту імені В. І. Кудряшова, 1900 р.);
- вул. Архітектора Кобелєва, 3/8 (хіміко-технічна лабораторія Південно-Західної залізниці, 1879);

А також житлові будинки робітників (вул. Архітектора Кобелєва, 4/6, 5, 6, 8, вул. Брюллова, 3, 5, 7, 10), будівля Дорожньої клінічної лікарні № 2 Південно-Західної залізниці (вул. Архітектора Кобелєва, 9).

## Видатні особистості
У різний час тут мешкали або працювали О. Вишня, А. Петрицький, О. Бородін, О. Вертинський.

## Зображення

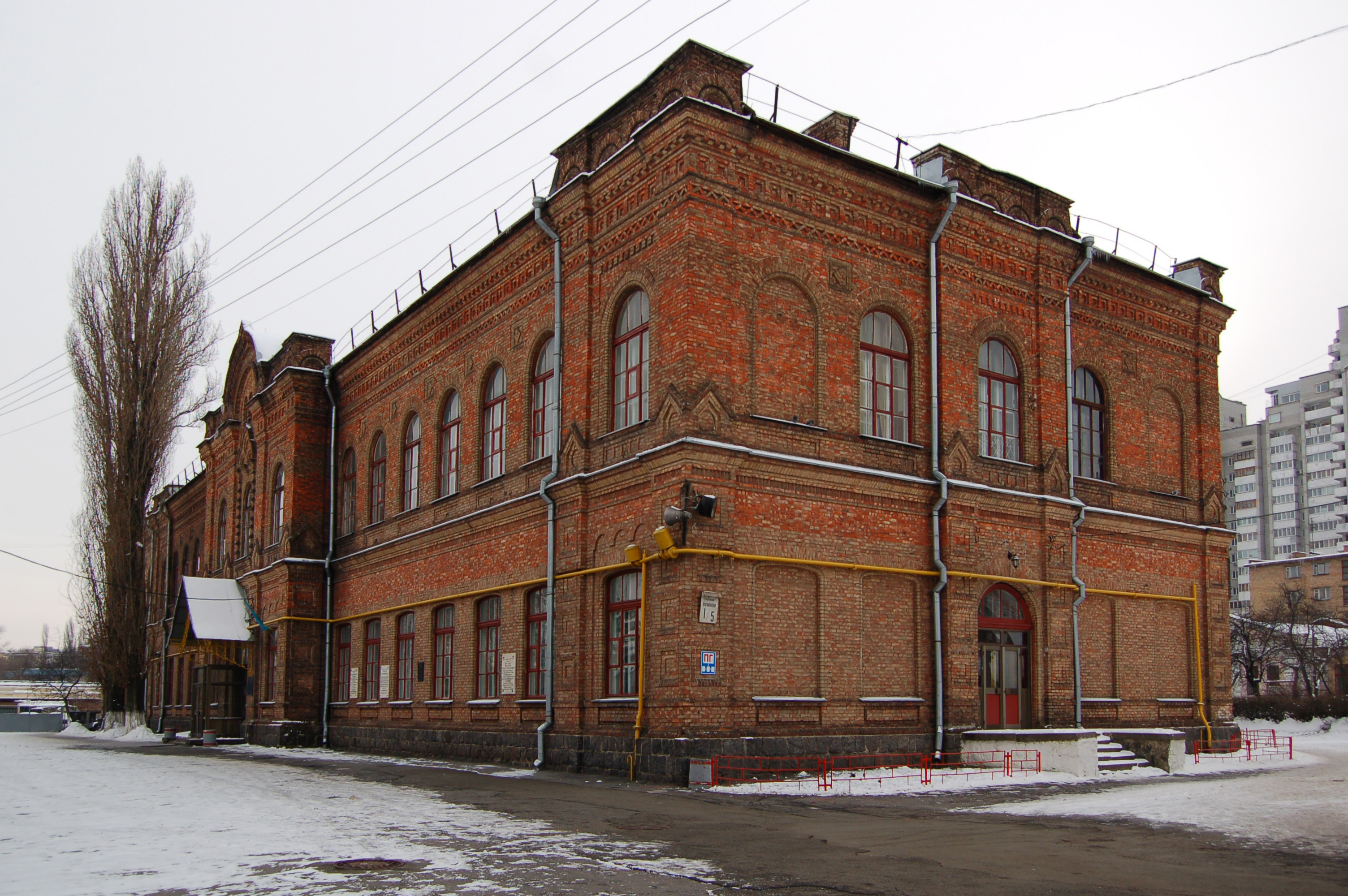
Вулиця Архітектора Кобелєва, 1/5
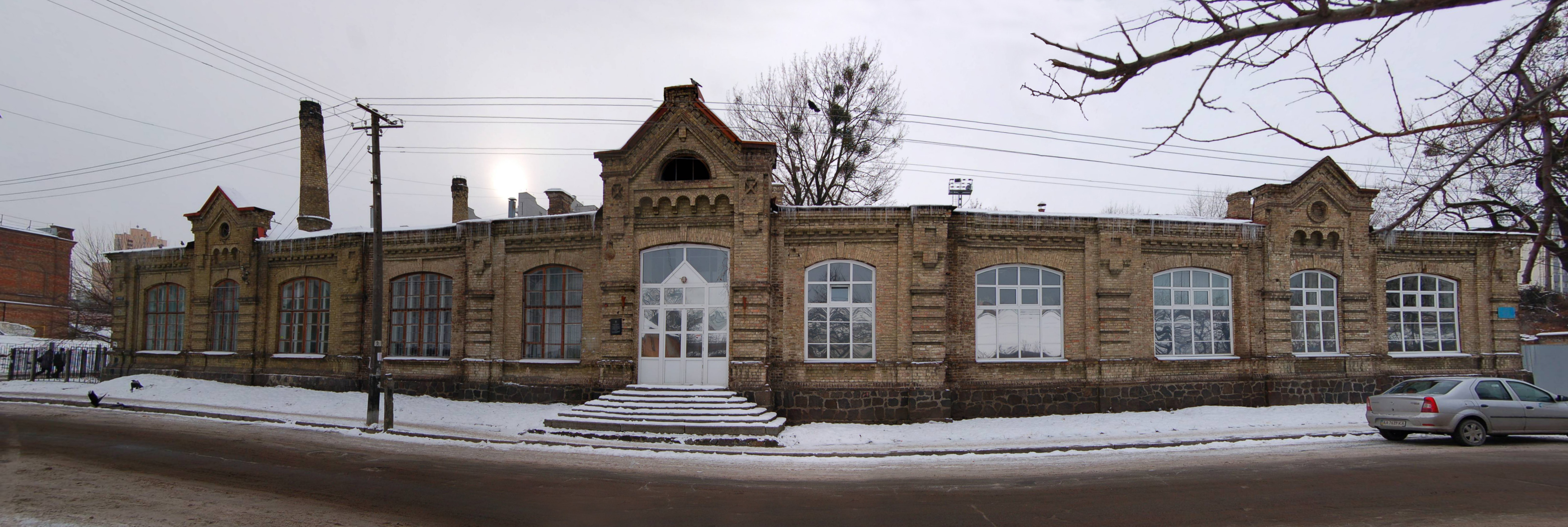
Вулиця Архітектора Кобелєва, 3/8
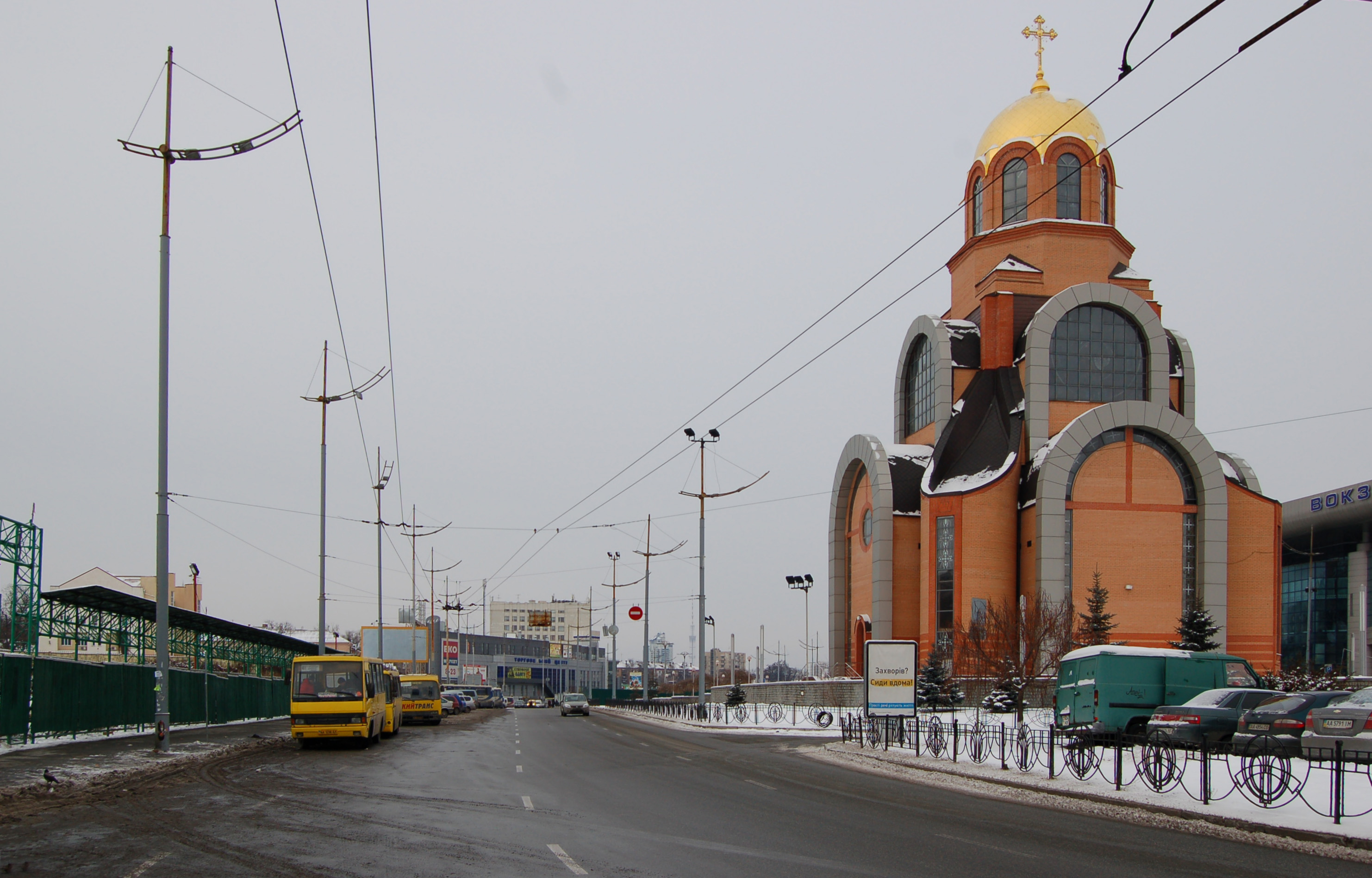
Вулиця Георгія Кірпи
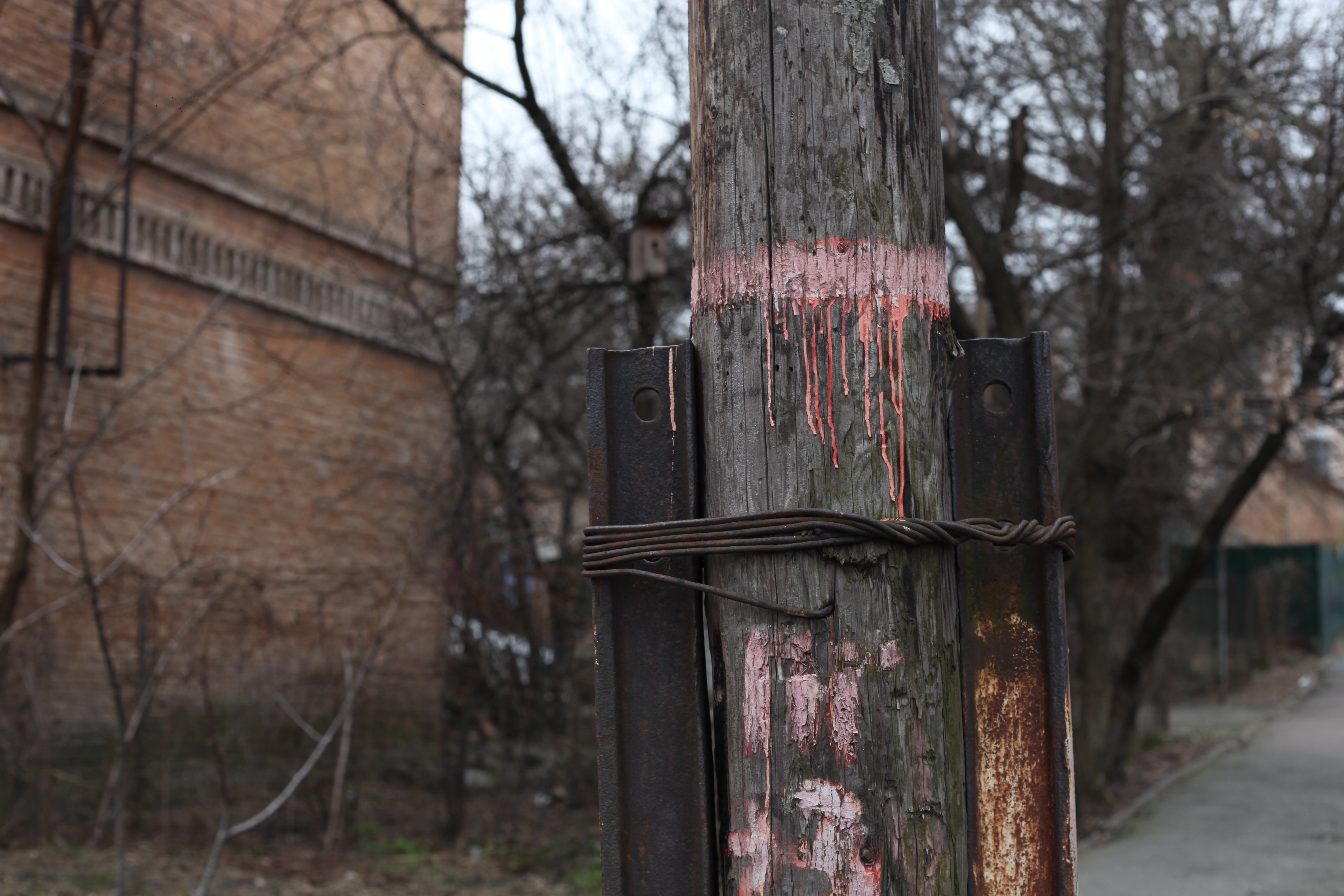
Стовп, закріплений залізничними рейками